# Melodije morja in sonca 2016
36. Melodije morja in sonca so potekale 9. julija 2016 v Amfiteatru Avditorija Portorož, z neposrednim televizijskim prenosom na Televiziji Slovenija v režiji Urške Žnidaršič. Na njih se je predstavilo 14 skladb – 7, izbranih na razpisu, in 7 povabljenih avtorjev/izvajalcev, ki jih je izbral Organizacijski odbor festivala −, ki so se potegovale za 6 nagrad (veliko nagrado MMS-a 2016 in 5 strokovnih). Vodila sta jih Lorella Flego in Mario Galunič, z igranimi vložki pa je nastopila tudi igralka Maja Blagovič. Večer je odprl zmagovalec MMS-a 2015 Easy z Nekaj med nama, v spremljevalnem programu v času glasovanja pa so se besedilopiscu Dušanu Velkavrhu poklonili Easy (Dan neskončnih sanj), Anika Horvat (Mlade oči), Tonja Senčar (Ti si rekla sonce), Andraž Hribar (Maja z biseri), Lea Sirk (So najlepše pesmi že napisane) in Slavko Ivančić (Med iskrenimi ljudmi). Festival, katerega umetniški vodja je bil Slavko Ivančić, je nastal v soorganizaciji RTV Slovenija, Avditorija Portorož – Portorose in Občine Piran.

## Izbor tekmovalnih skladb
Pravila javnega razpisa so določila, da:
- lahko posamezni avtor prijavi največ 2 avtorski deli
- so skladbe lahko dolge največ 4 minute
- na odru lahko hkrati nastopi največ 7 izvajalcev
- da bo izvajalce v živo spremljal MMS band
- da morajo izvajalci do nastopa dopolniti vsaj 16 let

Zbiranje pesmi je potekalo do 14. aprila 2016. Strokovna izborna komisija v sestavi Slavko Ivančić (predsednik), Lada Tancer, Mojca Menart, Ivo Umek in Blaž Maljevac je nato izmed 47 prijav 20. aprila za festival izbrala 14 skladb (7 z razpisa, ki jim je bilo pridruženih 7 skladb povabljencev) ter 3 rezervne skladbe, ki se bi na festival uvrstile v primeru izključitve katere iz prvotne štirinajsterice:
| Rezerva    | Izvajalec        | Naslov pesmi         | Glasba, besedilo, aranžma                  |
| ---------- | ---------------- | -------------------- | ------------------------------------------ |
| 1. rezerva | Aleksander Novak | Do nje               | Aleksander Novak (gb), Gaber Radojevič (a) |
| 2. rezerva | Matjaž Perenič   | Ti si moja roža      | Matjaž Perenič (gba)                       |
| 3. rezerva | Rina K           | Življenje je prestiž | Leon Žunec (g), Urška Kosec (ba)           |

## Tekmovalne skladbe
| #   | Izvajalec                          | Naslov pesmi                   | Glasba, besedilo, aranžma                                                                          |
| --- | ---------------------------------- | ------------------------------ | -------------------------------------------------------------------------------------------------- |
| 1.  | Alya                               | Srce za srce (Ti)              | Raay (ga), Cvetka Omladič (b), Tina Piš (b), Tim Valant (a), Franci Tepina (a)                     |
| 2.  | Bomb Shell                         | Narobe svet                    | Damir Kovačič (gb), Anže Turk (a)                                                                  |
| 3.  | Best Company & Bobby Rosso         | Portorož, poleti dušo meni daš | Borčo in Todor Vasilev (ga), Mauro Belac (b), Denis Vuk (a)                                        |
| 4.  | Francesco Squarcia & Miriam Monica | P'n'P (Portorose e Pirano)     | Francesco Squarcia (gb), Aleksandar Valenčič (a)                                                   |
| 5.  | Dare Kaurič                        | Na ta lep in sončen dan        | Dare Kaurič (gba)                                                                                  |
| 6.  | Polona Furlan                      | Voda                           | Polona Furlan (gb), Primož Velikonja (ga), Tadej Tomšič (a), Martin Lunder (a), Matej Tekavčič (a) |
| 7.  | Majda Arh                          | On je odšel                    | Majda Arh (gb), Tomislav Jovanovič - Tokac (a)                                                     |
| 8.  | Nuška Drašček                      | Rada bi                        | Aleš Klinar (ga), Igor Pirkovič (b)                                                                |
| 9.  | Steffy in Gregor Ravnik            | Glasba                         | Marino Legovič (ga), Leon Oblak (b)                                                                |
| 10. | Anja Hrastovšek                    | Želja                          | Robert Petan (ga), Maša Simčič (b), Anja Hrastovšek (ba)                                           |
| 11. | Kalamari                           | Lepo je                        | Radovan Kokošar (g), Leon Oblak (b), Matjaž Švagelj (a)                                            |
| 12. | Petra Polak                        | Brez dotika                    | Tomaž Juvančič (gba), Urška Juvančič (b)                                                           |
| 13. | Orter                              | Zaprta v grad                  | Klemen Orter (gb), Tadej Mihelič (a), Samo Jezovšek (a)                                            |
| 14. | Manca Špik in Kvatropirci          | Pesem                          | Raay (ga), Peter Pane (b), Tomaž Krt (a)                                                           |

1. ↑  Psevdonim Draga Misleja - Mefa.

Izvajalce je v živo spremljal MMS band pod vodstvom Tomija Puricha.

## Nagrade
Veliko nagrado Melodij morja in sonca 2016 je prejela Alya za Srce za srce (Ti).
Nagrade strokovne komisije (Darja Švajger, predsednica, Zvone Petek, Dajana Makovec, Alesh Maatko in Lean Klemenc) so prejeli:
- za najboljšo izvedbo: Klemen Orter za skladbo Zaprta v grad
- za najboljšo glasbo: Klemen Orter za skladbo Zaprta v grad
- za najboljši aranžma: Samo Jezovšek za skladbo Zaprta v grad
- za najboljše besedilo: Polona Furlan za skladbo Voda
- za najobetavnejšega izvajalca ali avtorja (nagrada Danila Kocjančiča): Klemen Orter s skladbo Zaprta v grad

### Ločeni rezultati glasovanja za veliko nagrado MMS-a 2016
Glasovi strokovne žirije, 6 radijskih postaj (1. program Radia Slovenija, Radio Koper, Maribor, Celje, Murski val in Sora), občinstva v Avditoriju Portorož ter televizijskih gledalcev in radijskih poslušalcev.
| #   | Izvajalec (pesem)                                               | Žirija | Radio | Občinstvo | Telefon | Točke | Mesto |
| --- | --------------------------------------------------------------- | ------ | ----- | --------- | ------- | ----- | ----- |
| 1.  | Alya (Srce za srce (Ti))                                        | 10     | 12    | 7         | 4       | 33    | 1.    |
| 2.  | Bomb Shell (Narobe svet)                                        | 6      | 8     | 3         | 6       | 23    | 5.    |
| 3.  | Best Company & Bobby Rosso (Portorož, poleti dušo meni daš)     |        |       | 5         |         | 5     | 13.   |
| 4.  | Francesco Squarcia & Miriam Monica (P'n'P (Portorose e Pirano)) |        | 1     | 4         |         | 5     | 12.   |
| 5.  | Dare Kaurič (Na ta lep in sončen dan)                           | 3      | 2     |           | 2       | 7     | 10.   |
| 6.  | Polona Furlan (Voda)                                            | 8      | 10    |           |         | 18    | 7.    |
| 7.  | Majda Arh (On je odšel)                                         |        |       | 6         | 3       | 9     | 9.    |
| 8.  | Nuška Drašček (Rada bi)                                         | 7      | 7     | 10        | 8       | 32    | 2.    |
| 9.  | Steffy in Gregor Ravnik (Glasba)                                | 5      | 3     | 8         | 10      | 26    | 4.    |
| 10. | Anja Hrastovšek (Želja)                                         | 2      | 6     | 1         | 7       | 16    | 8.    |
| 11. | Kalamari (Lepo je)                                              |        |       |           | 1       | 1     | 14.   |
| 12. | Petra Polak (Brez dotika)                                       | 1      | 5     |           |         | 6     | 11.   |
| 13. | Orter (Zaprta v grad)                                           | 12     |       | 2         | 5       | 19    | 6.    |
| 14. | Manca Špik in Kvatropirci (Pesem)                               | 4      | 4     | 12        | 12      | 32    | 3.    |

## Gledanost
Festival je v povprečju spremljalo 6,6 % ali 130.300 gledalcev, starih nad 4 leti, kar je predstavljalo 27-odstotni delež vseh gledalcev televizije v času prenosa (vrh gledanosti: 9,3 % ali 181.700 gledalcev).